# Gjumri
Gjumri (örményül: Գյումրի, törökül: Gümrü) vagy Gümri Örményország második legnagyobb városa, Sirak tartomány székhelye. Jerevántól 120 km-re északnyugatra helyezkedik el.
A város neve a történelem folyamán többször is megváltozott: 1840 és 1924 között Alekszandropol (Александрополь), majd 1924 és 1990 között Leninakan (Ленинакан / Լենինական) volt a neve.

## Történelme
Gjumri egyike Örményország legrégebbi településeinek, a környező területek lakosságáról már az i. e. 8. századból vannak urartui feljegyzések. A város helyén levő első települést görög telepesek alapították, feltehetően i. e. 401-ben. A történészek úgy tartják, hogy Xenophón a Fekete-tengerhez való visszatérésekor áthaladt a városon. A középkorban fontos város volt, mint az örmény lázadók központja, akik az arab fennhatóság (733–755) ellen harcoltak.

## Sport
A városban nagy népszerűségnek örvend a labdarúgás és a háromszoros örmény bajnok Sirak csapata.

## Híres szülöttei, lakói
- itt született Hacsatur Kostojanc (1900–1961) szovjet-örmény neurofiziológus, az MTA tagja
- itt született Levon Istoján (1947) szovjet válogatott örmény labdarúgó

## Fordítás
- Ez a szócikk részben vagy egészben  a   Gyumri című angol Wikipédia-szócikk fordításán alapul.  Az eredeti cikk szerkesztőit annak laptörténete sorolja fel. Ez a jelzés csupán a megfogalmazás eredetét és a szerzői jogokat jelzi, nem szolgál a cikkben szereplő információk forrásmegjelöléseként.